# Триасовый период
| система                                                                          | отдел     | ярус        | Ниж. граница, млн лет |
| -------------------------------------------------------------------------------- | --------- | ----------- | --------------------- |
| Юра                                                                              | Нижняя    | Геттангский | 201,4 ±0,2            |
| Триас                                                                            | Верхний   | Рэтский     | ~205,7                |
| Триас                                                                            | Верхний   | Норийский   | ~227,3                |
| Триас                                                                            | Верхний   | Карнийский  | ~237                  |
| Триас                                                                            | Средний   | Ладинский   | 241,464 ±0,28         |
| Триас                                                                            | Средний   | Анизийский  | 246,7                 |
| Триас                                                                            | Нижний    | Оленёкский  | 249,9                 |
| Триас                                                                            | Нижний    | Индский     | 251,902 ±0,024        |
| Пермь                                                                            | Лопинский | Чансинский  | больше                |
| Деление и золотые гвозди в соответствии с IUGS по состоянию на декабрь 2024 года |           |             |                       |

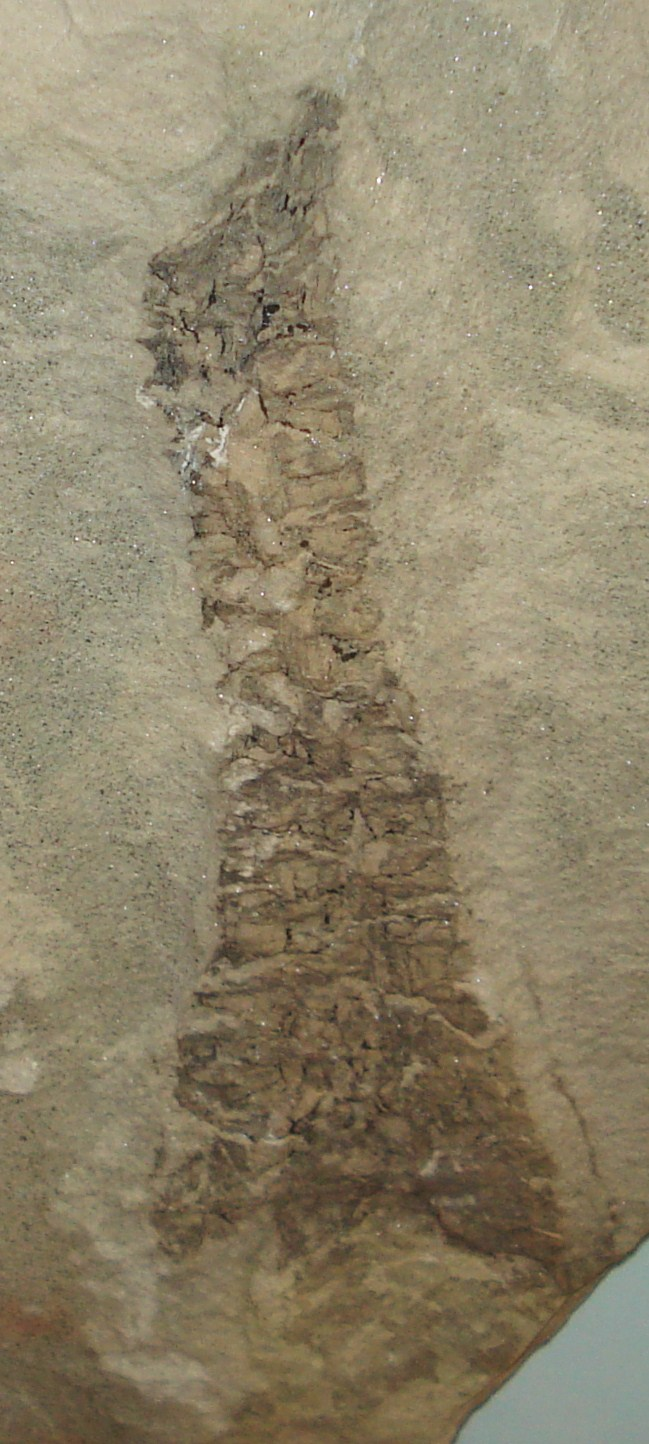
Плевромейя (Pleuromeia)

Триа́совый пери́од (триа́с) — первый геологический период мезозойской эры. Следует за пермским периодом и предшествует юрскому. Начался 251,902±0,024 млн лет назад, закончился 201,3±0,2 млн лет назад. Продолжался, таким образом, около 51 млн лет. Совокупность отложений (горных пород) триасового возраста называется триа́совой систе́мой.
Введён Фридрихом Альберти в 1834 году. Назван по наличию трёх слоёв в континентальных отложениях этого времени в Западной Европе: пёстрого песчаника, раковинного известняка и кейпера.

## Подразделение триасовой системы
Триасовая система подразделяется на 3 отдела: нижний, средний, верхний. Нижний отдел подразделяется на индский, оленёкский ярусы; средний — анизийский, ладинский; верхний — карнийский, норийский, рэтский.

## Геологические события
До наступления триаса все материки составляли единый гигантский суперконтинент — Пангею. С наступлением триаса Пангея начала постепенно раскалываться.
В триасе сильно сокращаются площади внутриконтинентальных водоёмов, развиваются пустынные ландшафты. К этому периоду относится начало отложений пород таврической серии, широко распространённой в Крыму (нерасчленённые верхний триас и нижняя юра). Эти породы составляют нижнюю часть Крымских гор.

## Климат
Потепление климата вызывает высыхание многих внутренних морей. В оставшихся морях растёт уровень солёности.
Происходит ослабление климатической зональности и сглаживание температурных различий.
В триасовом периоде концентрация кислорода в атмосфере составляла 10—15 %. Около 215 млн лет назад за период около 3 млн лет, что очень быстро в геологическом плане, уровень кислорода в атмосфере подскочил с примерно 15 % до примерно 19 %.
В середине триасового периода, примерно 231 млн лет назад, на суперконтиненте Пангея произошло Карнийское плювиальное событие.
В базальтовых образцах из Северной Америки, Марокко и Португалии, относящихся к концу триасового периода, сохранились пузырьки, заполненные летучими соединениями, в том числе углекислым газом. Рассчитав концентрацию CO2, который должен был присутствовать в магме вулканических извержений, учёные пришли к выводу, что в то время в атмосферу попало порядка 100 тыс. гигатонн углекислого газа, что сопоставимо с количеством антропогенных выбросов, прогнозируемых на XXI век. Такие большие объёмы вулканического CO2 способствовали глобальному потеплению в конце триаса и подкислению океана.

## Растительность
На суше продолжали господствовать семенные папоротники. Начали получать всё большее распространение голосеменные, цикадовые, гинкго и хвойные.
Растительный мир суши наследовал черты позднепермской эпохи. В триасе исчезли древовидные плауновые и каламитовые, кордаитовые, прапапоротники и большая часть древних хвойных. Были распространены диптериевые папоротники, саговники, беннеттиты, гинкговые, мезофитные хвойные, хвощёвые растения.
В позднем триасе исчезли около половины всех наземных растений.

## Животный мир
Рептилии: нотозавры, ихтиозавры, плакодонты, склерозавры, талаттозавры (аскептозавр).

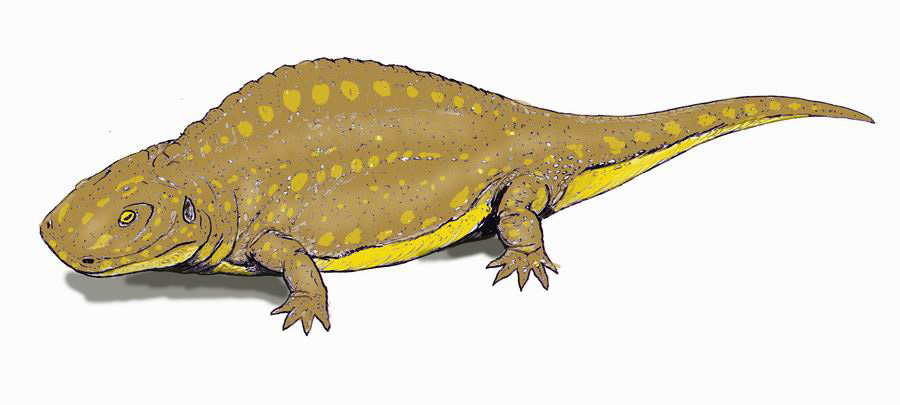
Склероторакс — раннетриасовый лабиринтодонт

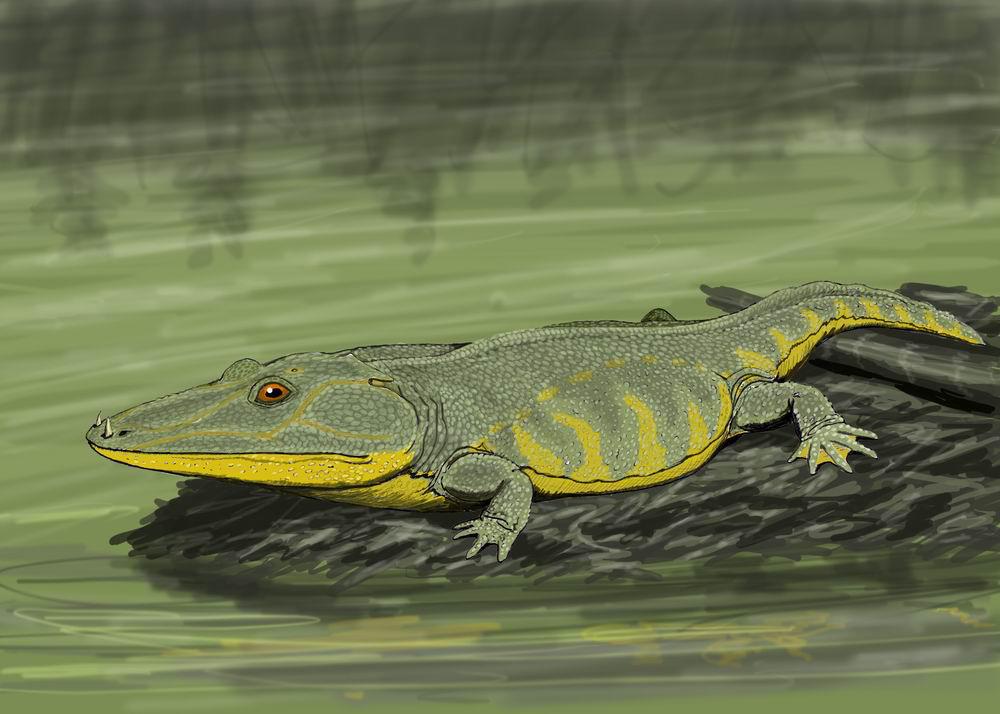
Мастодонзавр — гигантский среднетриасовый лабиринтодонт

Среди морских беспозвоночных преобладали цератиты (головоногие моллюски), появившиеся в конце перми и вымершие в конце триасового периода; характерны пелециподы, наутилоидеи. Появляются новые группы моллюсков: белемниты, устрицы.
Крупнейшими хищниками становятся водные формы. В это же время, происходит значительное падение разнообразия позвоночных.
На суше развиваются рептилии, среди которых доминирующее положение занимают ранние Archosauriformes — быстропередвигающиеся сухопутные рептилии с высоким уровнем обмена веществ, предки более специализированных групп архозавров, включая птиц, крокодиломорфов и динозавров. Позднее появляются яйцекладущие млекопитающие, а также протоавис, по предположению некоторой части палеонтологов, предок птиц.
Наряду с лабиринтодонтами, котилозаврами, терапсидами, существовавшими ещё в пермское время, появились характерные для мезозоя архозавры, ихтиозавры, черепахи, в конце триасового периода — костистые рыбы. Биота раннетриасового возраста под Парижем в штате Айдахо (США), существовавшая через лишь 1,3 млн лет после пермского вымирания, насчитывает не менее 20 отрядов животных. В парижской биоте найдены лептомитидные губки, характерные для кембрия и ордовика, и головоногие моллюски колеоиды, характерные для юрского периода.
В позднем триасе вымерла четвёртая часть морских животных.

### Насекомые
В триасе в разных группах насекомых основные изменения происходят в разное время.
Сетчатокрылые в течение всего периода увеличивали видовое разнообразие.
В раннем триасе не было наземных жуков, хотя в перми они были широко распространены.
В среднем триасе расцветают полужесткокрылые, жесткокрылые (предположительно большинство — водные формы), стрекозы и подёнки.
В позднем триасе появляется один из последних больших отрядов насекомых — двукрылые, а также перепончатокрылые (единственное семейство Xyelidae, многие виды которого вымирают в ранний или средний юрский период). Наиболее распространёнными становятся мезозойские семейства Panorpidae, Orthophlebiinae. Наряду с ними ещё довольно многочисленны ныне вымершие Permochoristidae.
Достоверно известно, что в конце триаса существовали прямокрылые; у самцов некоторых видов имелся звуковой аппарат на передних крыльях для привлечения самок. В конце триаса вымерло одно из восьми семейств стрекоз.
На границе триаса и юры, синхронно с великим морским вымиранием, происходит и падение разнообразия насекомых, хотя основные изменения их состава произошли ранее, ещё в позднем триасе.

## История изучения
В 1774 году П. С. Паллас во время экспедиции на гору Большое Богдо впервые для России нашёл там раковины цератитов, по которым определили присутствие триасовых отложений.